# バチカン市国委員会
バチカン市国委員会（バチカンしこくいいんかい、ラテン語: Pontificia Commissio pro Civitate Vaticana）は、バチカン市国の立法府である。

## 概要
委員会は1939年にピウス12世によって創設。 委員会が提案した法律や規則は、発効にあたり教皇の裁可を要する。

## 議会構成

### 任期
5年。

### 定数
7人。

### 選挙
- 選挙資格：教皇による任命。
- 被選挙資格：枢機卿。

## 委員長
委員長は教皇の名の下で行政庁長官として行政権を行使する。
| 代   | 委員長                  | 氏名 (生没年)                                     | 在任期間                        | 教皇              |
| ---- | ----------------------- | ------------------------------------------------- | ------------------------------- | ----------------- |
| 1    |                         | ニコラ・カナーリ (1874–1961)                      | 1939年3月20日 - 1961年8月3日    | ピウス12世        |
| 2    |                         | アムレト・ジョヴァンニ・ チコニャーニ (1883–1973) | 1961年8月12日 - 1969年4月30日   | ヨハネ23世        |
| 3    |                         | ジャン・マリー・ヴィヨ (1905–1979)                | 1969年5月2日 - 1979年3月9日     | パウロ6世         |
| 4    |                         | アゴスティーノ・カサロリ (1914–1998)              | 1979年4月28日 - 1984年4月8日    | ヨハネ・パウロ2世 |
| 5    |                         | セバスチアーノ・バッジオ (1913–1993)              | 1984年4月8日 - 1990年10月31日   | ヨハネ・パウロ2世 |
| 6    |                         | ホセ・ロサリヨ・ カスティリョ・ララ (1922–2007)   | 1990年10月31日 - 1997年10月14日 | ヨハネ・パウロ2世 |
| 7    |                         | エドムンド・カシミール・ショーカ (1927–2014)      | 1997年10月14日 - 2006年9月15日  | ヨハネ・パウロ2世 |
| 8    |                         | ジョヴァンニ・ラヨロ (1935–)                      | 2006年9月15日 - 2011年10月1日   | ベネディクト16世  |
| 9    |                         | ジュゼッペ・ベルテッロ (1942–)                    | 2011年10月1日 - 2021年10月1日   | ベネディクト16世  |
| 10   |                         | フェルナンド・ベルゲス・アルザガ                  | 2021年10月1日 - 2025年3月1日    | フランシスコ      |
| 11   |                         | ラファエラ・ペトリーニ                            | 2025年3月1日 - 2025年4月21日    | フランシスコ      |
| 暫定 | 2025年5月9日 - （暫定） | ラファエラ・ペトリーニ                            | レオ14世                        |                   |

## 議員
| 役職   | 議員                                   | 出身国         | その他の役職                                                  |
| ------ | -------------------------------------- | -------------- | ------------------------------------------------------------- |
| 委員長 | フェルナンド・ベルゲス・アルザガ枢機卿 | スペイン       | 行政庁長官                                                    |
| 議員   | ケビン・J・ファレル枢機卿              | アメリカ合衆国 | 神聖ローマ教会のカメルレンゴ 信徒、家族、生活のための司教区長 |
| 議員   | ジュゼッペ・ペトロッキ枢機卿           | イタリア       |                                                               |
| 議員   | スタニスワフ・リウコ枢機卿             | ポーランド     |                                                               |
| 議員   | レオナルドサンドリ枢機卿               | アルゼンチン   | 東洋教会のための会衆の長                                      |
| 議員   | ドメニコ・カルカーニョ枢機卿           | イタリア       |                                                               |
| 議員   | マウロ・ガンベッティ枢機卿             | イタリア       | バチカン市国の聖ペテロの生地の大統領の牧師総長                |